# We Are the Greatest / I Was Made for Lovin' You
We Are the Greatest è una canzone del gruppo tedesco Scooter. È stata pubblicata come doppio lato A con la loro cover di I Was Made for Lovin' You il 21 settembre 1998. Entrambe le versioni originali delle canzoni sono tratte dal quinto album in studio del gruppo, No Time to Chill. Tuttavia, We Are The Greatest è remixata e presenta nuove parti vocali di HP rispetto alla versione dell'album.

## Tracce
1. We Are the Greatest – 3:27
2. I Was Made for Lovin' You – 3:32
3. We Are the Greatest (Extended) – 4:35
4. Greatest Beats – 3:05

12-inch single
1. We Are the Greatest (Extended) – 4:35
2. We Are the Greatest – 3:27
3. I Was Made for Lovin' You – 3:32

## Campionamenti
We Are The Greatest contiene un campionamento del singolo del 1983 Street Dance del gruppo rap Break Machine e il testo della canzone del 1985 Don't Stop The Rock dei Freestyle.